# Ourika (Marroc)
Ourika (en àrab أوريكة, Ūrīka; en amazic ⵓⴷⵉⴽⴰ) és una comuna rural de la província d'Al Haouz, a la regió de Marràqueix-Safi, al Marroc. Segons el cens de 2014 tenia una població total de 37.316 persones.